# جيسي جالفيز لوبيز
جيسي جالفيز لوبيز هو لاعب كرة قدم بلجيكي، ولد في 17 يوليو 1995 في بلجيكا. شارك مع منتخب بلجيكا تحت 18 سنة لكرة القدم ومنتخب بلجيكا تحت 19 سنة لكرة القدم. أما مع النوادي، فقد لعب مع نادي رويال شارلروا.

## وصلات خارجية
- جيسي جالفيز لوبيز على موقع الاتحاد البلجيكي (الإنجليزية)
- جيسي جالفيز لوبيز على موقع قاعدة بيانات كرة القدم.إي يو (الإنجليزية)
- جيسي جالفيز لوبيز على موقع Soccerway.com (الإنجليزية)